# Phthersigena timorensis
Phthersigena timorensis es una especie de mantis de la familia Amorphoscelidae.

## Distribución geográfica
Se encuentra en Timor.